# Newburg (Missouri)
Newburg és una població dels Estats Units a l'estat de Missouri. Segons el cens del 2000 tenia 484 habitants.

## Demografia
Segons el cens del 2000, Newburg tenia 484 habitants, 218 habitatges, i 129 famílies. La densitat de població era de 301,4 habitants per km².
Dels 218 habitatges en un 27,1% hi vivien nens de menys de 18 anys, en un 41,7% hi vivien parelles casades, en un 13,3% dones solteres, i en un 40,4% no eren unitats familiars. En el 34,4% dels habitatges hi vivien persones soles el 17% de les quals corresponia a persones de 65 anys o més que vivien soles. El nombre mitjà de persones vivint en cada habitatge era de 2,22 i el nombre mitjà de persones que vivien en cada família era de 2,88.
Per edats la població es repartia de la següent manera: un 22,7% tenia menys de 18 anys, un 10,3% entre 18 i 24, un 28,3% entre 25 i 44, un 21,7% de 45 a 60 i un 16,9% 65 anys o més.
L'edat mediana era de 40 anys. Per cada 100 dones de 18 o més anys hi havia 91,8 homes.
La renda mediana per habitatge era de 18.000 $ i la renda mediana per família de 21.667 $. Els homes tenien una renda mediana de 28.000 $ mentre que les dones 18.333 $. La renda per capita de la població era d'11.092 $. Entorn del 23,4% de les famílies i el 29,7% de la població estaven per davall del llindar de pobresa.

## Poblacions més properes
El següent diagrama mostra les poblacions més properes.